# Битва під Соботою
Битва під Соботою (2 вересня 1655) — битва між військами Речі Посполитої з одного боку та шведськими військами з іншого під селищем Собота.

## Хід битви
31 серпня шведська армія на чолі з Карлом X Густавом розпочала похід на Варшаву. Під командуванням шведського короля було 25 тисяч солдатів. 1 вересня армія досягла Кутно. Тут Карл X отримав звістку, що недалеко (близько 20 км) біля П'яток, стоїть військо Яна Казимира.
На світанку 2 вересня шведи вирушили до Соботи, щоб зблизитися з ворогом і дати йому бій. Польська кавалерія під командуванням Олександра Конецпольського несподівано вдарила по авангарду супротивника. Прибуття головних сил шведського війська змусило ввечері Конецпольського відступити до П'яток, де був польський табір. Ян Казимир, бачачи переважаючі сили противника, наказав відступати. Наздоганяючи, шведам вдалося захопити невелику кількість відсталих. Після битви Карл X Густав продовжував свій шлях до Варшави.